# Ключарёв, Александр Степанович
Алекса́ндр Степа́нович Ключарёв (23 июня 1853 — ?) — российский государственный деятель конца XIX — начала XX века. Уфимский губернатор (1905—1911). Симбирский губернатор (1911—1916).

## Биография
Александр Ключарёв родился 23 июня 1853 года. После окончания Московского университета, имея степень кандидата права, поступил на государственную службу, которой отдал более сорока лет жизни.
Служил в Ставрополе (вице-губернатор, 1893—1902), Витебске, Уфе (губернатор, 1905—1911), Симбирске (губернатор, 1911—1916).
Будучи уфимским губернатором, редактировал газету «Уфимский край» и руководил сбором средств и постройкой народного дома имени Аксакова, впоследствии преобразованного в Башкирский государственный театр оперы и балета. В 1910 году на собранные Ключарёвым благотворительные взносы в сумме 20 тысяч рублей золотом на хуторе близ станции Юматово была открыта «Практическая школа огородничества и пчеловодства им. А. С. Ключарёва», впоследствии преобразованная в Юматовский аграрный техникум.

Адрес проживания губернатора Ключарёва, ул. Воскресенская, 21, в Справочной Книге Уфы, 1908

Кроме расходов на строительство учебного корпуса, губернатор потратил ещё 4600 рублей для покупки рядом со станцией участка леса площадью 47 десятин. Деньги на строительство и приобретения земли вносились на специальный счёт в Крестьянском поземельном банке. Сбором средств руководил непосредственно сам губернатор. Согласно Эльмиру Мазитову, Ключарёв принуждал местных богатых к взносам в счёт. Торжественное открытие школы огородничества и пчеловодства имени Ключарёва состоялось весной 1910 г. Современник, писатель и один из земских начальников Уфимской губернии С. Р. Минцлов записывал в дневнике 11 апреля: «звал меня губернатор на торжественное открытие школы его имени на какой-то станции, но я поблагодарил и отказался».
В эпоху правления Ключарёва происходит бурный рост образовательных учреждений в крае, что требовало его поддержки и согласования с земством и иными структурами. В 1905 году в Уфимской губернии насчитывалось 1201 учебное заведение разных ведомств и типов, в том числе 10 средних, из которых 5 было мужских и 5 — женских. В 1909 году в регионе число учебных заведений возросло до 1427, включая 18 средних, из которых 10 было мужских и 8 — женских. В Уфе действовали две мужские и две женские гимназии, землемерное и реальное училища, духовная семинария и епархиальное женское училище. В посёлке Благовещенский Завод имелась учительская семинария, в Златоусте — техническое училище, в Бирске и Белебее — по реальному училищу и во всех уездных городах была женская гимназия.
Справочная Книга Уфы за 1908-й год содержит адрес проживания губернатора Ключарёва, ул. Воскресенская, 21.
В июле 1910 года Ключарёв принимал гостя из столицы — «царского фотографа» С. М. Прокудина-Горского, сделавшего тогда несколько цветных снимков Уфы. А в августе того же года на станции Аксаково губернатор встречал нового гостя — Петра Аркадьевича Столыпина, председателя Совета Министров.
В апреле 1911 года Ключарёв был назначен симбирским губернатором. Ещё через пять лет Ключарёв добивается своего перевода в Петроград. Ключарёв был назначен товарищем (заместителем) министра внутренних дел. Жизненный путь А. С. Ключарёва после революции неизвестен.